# Bromus pacificus
Bromus pacificus är en gräsart som beskrevs av Cornelius Lott Shear. Bromus pacificus ingår i släktet lostor, och familjen gräs. Inga underarter finns listade i Catalogue of Life.